# هيو كونولي
هيو كونولي (بالإنجليزية: Hugh Connolly)‏ هو قسيس أيرلندي، ولد في 1961.